# Wuxi World Trade Center
Le Wuxi World Trade Center est un gratte-ciel de 200 mètres en construction à Wuxi en Chine. Les travaux sont actuellement interrompus. 